# Orson Hodge

## Introducción del personaje
Orson Hodge es una personaje ficticio de la serie Desperate Housewives, nació el 28 de junio de 1964, creció en una familia profundamente religiosa, integrada por su padre Walt y su madre Gloria.
Cuando tenía 16 años su padre pastor tuvo un romance clandestino con una mujer casada, cuando éste salió a la luz fue un verdadero escándalo en su comunidad y Edwin Hodge se hizo alcohólico. Un día Gloria Hodge le pidió a Orson que cuidara de su padre, pero prefirió salir con sus amigos y cuando regresó aparentemente su padre se había suicidado, llevando a Orson a sufrir una profunda depresión, por la que tuvo que ser internado en un sanatorio mental, sobre todo por el hecho que su madre lo culpaba por la muerte del padre.
De profesión dentista, Orson es presionado por su madre y su novia, Alma Hodge para casarse, ya que esta última estaba embarazada. Luego de estar casados, Alma perdió el bebé en un avanzado embarazo, lo cual hizo más difícil la situación con Orson, quien nunca la amó y se casó solo por compromiso.
Orson se enamoró por primera vez en su vida, de la azafata Monique Pollier, y cuando Alma se enteró abandonó a Orson con el objetivo de castigarlo, haciendo creer a todos que él la había asesinado, pero al no existir un cadáver nunca fue inculpado de nada, pero la amiga de Alma, Carolyn Bigsby se convirtió en su peor enemiga, acusándolo en toda oportunidad de haber matado a Alma.

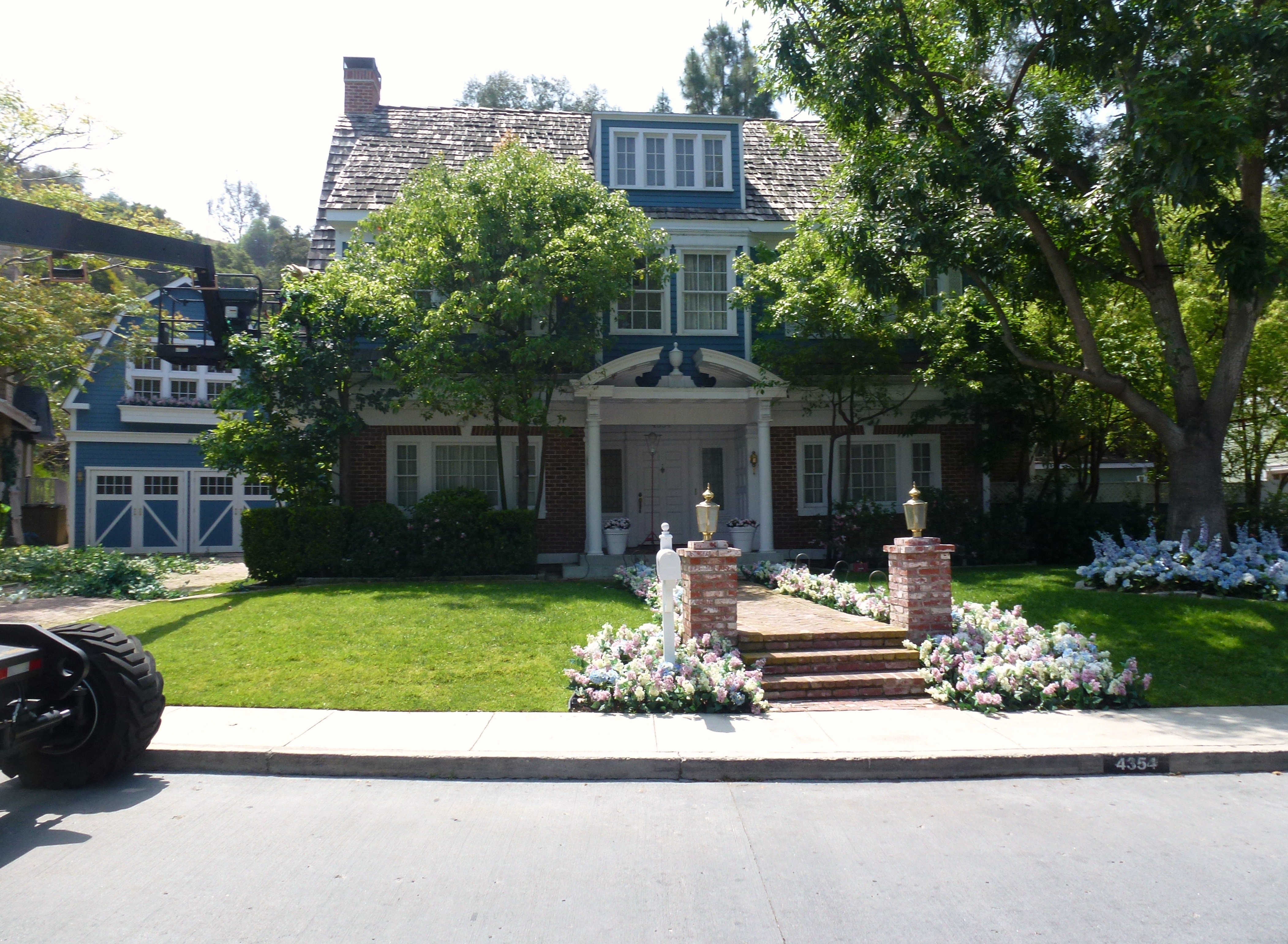
Casa de Orson Hodge en Wisteria Lane. (Cuando estaba casado con Bree)

Orson tenía la intención de empezar una vida junto a Monique Pollier, pero la encontró muerta y Gloria Hodge le reveló que había sido un accidente, aunque más tarde se revela que fue asesinada por la madre de Orson. 
Justo en el momento que Orson descubría a su amante muerta entra en escena Mike Delfino, a quien Monique había llamado solicitando sus servicios como fontanero, pero Orson logra que Mike no vea el cadáver de la mujer.
Luego con la ayuda de su madre ocultan el cadáver y Gloria le retira toda la dentadura para evitar identificaciones.
En el primer episodio de la serie donde aparece Orson, conoce a Susan Mayer y la ayuda a darle celos a Mike en un cine. Luego conoce a Bree Van de Kamp en el hospital donde ella se internó para superar una crisis nerviosa, y de inmediato la atracción fue mutua, ya que ambos son muy parecidos entre sí.
Después se puede observar cómo atropella a Mike, dejándolo por varios meses en coma, con la intención de que él no lo reconozca como el hombre que estaba en la casa de Monique Pollier.

## Temporada 3
Luego de salir por seis meses, Orson le pide a Bree que se casen y ella acepta. Mike Delfino despierta del coma, pero parece no ser una amenaza para Orson, ya que sufre de una pérdida de memoria considerable.
La ex vecina de Orson, Carolyn Bigsby, comienza a acosar a Bree para que se aleje de Orson, aludiendo que mató a su amiga y la maltrataba continuamente durante el matrimonio, pero a pesar de la insistencia de Carolyn, Bree se casa. Luego de la ceremonia y en plena fiesta la policía irrumpe y lleva a Orson, en compañía de Bree, a identificar un cadáver que eventualmente podría pertenecer a la desaparecida Alma Hodge, pero en realidad resultó ser Monique, pero Orson aduce no conocer el cadáver.
La luna de miel es suspendida porque antes de embarcar Bree ve en el televisor del aeropuerto a su hijo Andrew en un reportaje sobre adolescentes que viven en la calle. Luego de que Bree fracasara en su intento de hacer entrar en razón a un enojado Andrew, Orson se acerca a él y logra que el joven regrese al hogar.
Bree indaga en el hecho que Orson se niega a tener contacto con su madre, y él aduce que la mujer está senil y él prefiere recordarla como era antes, pero después de visitarla en un hogar para ancianos descubre que Gloria Hodge no está senil y la invita a su casa, donde la mujer chantajea a Orson de que contará los sucesos que ambos conocen, y logrando quedarse a vivir en la casa de Bree.
Mike es arrestado ya que el cadáver de Monique tiene su teléfono anotado, pero después Gloria Hodge le cuenta a Bree que Orson fue amante de Monique, por lo que ella lo echa de su casa, pero luego vuelven a estar juntos.
Alma Hodge aparece y dice haber estado en Canadá con una tía anciana y que se había alejado para que Orson la valorara y extrañara. Se muda a la casa de al lado del mismo barrio que Bree y Orson, a quien droga y viola con el objetivo de quedar embarazada y volver a atarlo a ella, como lo hizo en el pasado, además de empezar a actuar en contra de la vida de Bree.
Por su parte Mike comienza a recordar sucesos y se enfrenta a Orson, quien huyendo cae de una azotea, quedando herido pero no de gravedad. Mientras está en el hospital, Gloria trata de matar a Bree, recreando la misma escena de la muerte del padre de Orson, pero afortunadamente Andrew y Orson llegan a tiempo para salvar a Bree y Gloria sufre un ataque de apoplejía que la deja completamente paralizada.
Alma que estaba encerrada en el ático de su casa cae del techo tratando de escapar y termina muriendo; Orson culpa a Alma del asesinato de Monique, dejando limpio el nombre de Mike.
Finalmente Orson y Bree preparan su luna de miel, ella parte antes a visitar a sus padres y al momento que Orson va a reunirse con ella se entera del embarazo de Danielle y urden la trama del falso embarazo de Bree.

## Temporada 4
Bree y Orson cuidan de que nadie descubra la historia del falso embarazo, hasta que Danielle, quien está en un convento esperando tener el bebé, da a luz a Benjamin Hodge en la cocina de su madre en la noche de Halloween y el parto es atendido por el nuevo vecino, el Dr. Adam Mayfair, quien junto a la madre de Rex Van de Kamp eran los únicos que a esa fecha sabían la verdad.
Luego del tornado que azotó Wisteria Lane, Orson y su familia se alojan en casa de Susan Delfino, y se descubre que Orson camina y habla dormido, pidiendo disculpas a Mike por haberlo atropellado.
Cuando se descubre la verdad, Bree lo echa de su casa ya que, a pesar de que lo ama, intentó matar al marido de su amiga, por lo que Orson queda destruido, pero no acepta entregarse a la policía y se va a vivir a un departamento de soltero, aunque se aloja varias veces en casa de Eddie Britt, por lo que Bree le declara la guerra a esta última y le arruina sus ventas de propiedades en el barrio.
Orson no para de rogar a Bree hasta el último episodio de la temporada, pero ella siempre se niega, pero al final, donde se ve el pasaje de lo que ocurrirá en cinco años podemos ver a Bree reconciliada y viviendo con Orson nuevamente.

## Temporada 5
Orson vive junto a Bree nuevamente. En el segundo episodio nos enteramos que Orson fue a la cárcel por haber arrollado a Mike sólo para que Bree le perdonara. Además está muy infeliz con el abandono por parte de Bree en pro de su nueva carrera como banquetera y sobre todo porque ella publicó su libro de cocina como Bree Van de Kamp.  Orson se siente cada vez más inferior a Bree y empieza a robar cosas, al ser descubierto por Bree, decide presionarlo para ir a terapia y el terapeuta le dice a Bree que el motivo de su cleptomanía es para hacerle daño.
- Datos: Q1048135